# Derrick Downing
Derrick Graham Downing (sinh ngày 3 tháng 11 năm 1945) là một cựu cầu thủ bóng đá người Anh thi đấu ở vị trí hậu vệ hoặc tiền vệ chạy cánh ở Football League cho Middlesbrough, Orient, York City và Hartlepool United và ở bóng đá non-league cho Frickley Colliery, Scarborough, Mexborough Town Athletic, Hatfield Main và Sutton United. Ông cũng từng đóng vai trò cầu thủ-huấn luyện viên của Hatfield Main.